# Monster (Michael Jackson)
Monster is een nummer van Michael Jacksons album Michael. Het bevat een rap van 50 Cent en gaat over de paparazzi. Er zijn echter twijfels over de echtheid van het nummer. Jason Malachi zou het nummer gezongen kunnen hebben. Volgens Sony klinkt de stem van Jackson anders omdat hij sommige stukken door een pvc-buis zong. Monster is tot nu toe niet als single uitgebracht.
Het nummer ging samen met Keep Your Head Up op 6 december 2010 in première bij Oprah Winfrey in haar programma The Oprah Winfrey Show.
In januari 2011 lekte de eerste officiële remix van Monster, genaamd Monster (Jody Den Broeder & Chris Cox Dub). 